# Феронікель
Фероні́кель — сплав заліза та нікелю (феросплав), який отримують, переважно, при відновлювальній електроплавці окиснених нікелевих руд і використовують для легування сталі і сплавів.

## Склад
На світовому ринку склад феронікелю повинен відповідати вимогам стандарту ISO 6501:1988. Стандарт передбачає 5 марок з 20, 30, 40, 50 та 70% нікелю, у кожній марці 5 груп, вимоги до яких наведені у таблиці.
| Марка феронікелю                           | C      | C     | Si    | P     | S     | Cu    | Cr    |
| ------------------------------------------ | ------ | ----- | ----- | ----- | ----- | ----- | ----- |
| Марка феронікелю                           | більше | до    | менше | менше | менше | менше | менше |
| LC — маловуглецевий (little carbon)        | —      | 0,030 | 0,20  | 0,030 | 0,030 | 0,20  | 0,10  |
| LCLP — маловуглецевий і малофосфористий    | —      | 0,030 | 0,20  | 0,020 | 0,030 | 0,20  | 0,10  |
| MC — средньовуглецевий                     | 0,030  | 1,0   | 1,0   | 0,030 | 0,10  | 0,20  | 0,50  |
| MCLP — средньовуглецевий і малофосфористий | 0,030  | 1,0   | 1,0   | 0,020 | 0,10  | 0,20  | 0,50  |
| HC — високовуглецевий                      | 1,00   | 2,5   | 4,0   | 0,030 | 0,40  | 0,20  | 2,0   |

Залежно від виробника та вимог замовника, може контролюватись вміст у сплаві Mn, Al, Ti, Ca.
Вміст нікелю у сплаві може бути і суттєво нижчим від 20%, що, у певній мірі визначається складом сировини. Так, в Україні переробляються в основному бідні руди (до ~0,4…1,5% Ni), тоді як в окремих країнах (Куба, французька Нова Каледонія та Індонезія) часто вміст нікелю в руді досягає ~2,2%. На Побузькому нікелевому заводі (Кіровоградська обл.) виробляється феронікель із вмістом від 3,5 до 12% суми нікелю і кобальту.

## Отримання
Отримання феронікелю — один з основних варіантів переробки окиснених нікелевих руд. Технологічна схема переробки окисненої нікелевої руди на феронікель зазвичай включає наступні стадії:
- підготовка руди (усереднення, подрібнення і грохочення, сушіння, грудкування);
- відновлювальне відпалювання, з глибоким відновленням нікелю і кобальту і відновленням заліза на 40…60%. Відпалювання ведуть в трубчастих обертових печах;
- плавка огарка в електропечах, з отриманням чорнового феронікелю. Такий сплав містить значні кількості домішок — вуглецю, кремнію, сірки, фосфору, хрому, через що він не може використовуватись при виробництві сталі;
- рафінування феронікелю.

Серед інших методів отримання феронікелю з окиснених нікелевих руд (деякі з них вже не використовуються, а інші лише апробовані і поки не знайшли застосування) можна відзначити:
- кричний процес — застарілий та енерговмісний, непридатний для руд з малим вмістом діоксиду кремнію, складний в експлуатації;
- шахтну плавку на феронікель в енергетичному відношенні найекономічнішу, що має високу продуктивність, придатну для руд будь-якого складу, в тому числі для залізистих руд, шахтною плавкою можна отримувати багатий феронікель з бідних руд, проте за попереднього грудкування,
- доменну плавку на феронікель, що є не зовсім раціональною: вона відповідає плавці бідної залізної руди, що містить у 2 — 3 рази менше заліза, але при споживанні такої ж кількості коксу, що не покриває зростання затрат;
- плавку в агрегаті із зануреним факелом, що не потребує коксу, але вивчену лише у періодичному режимі. Перспективи промислового використання потребують додаткового вивчення;
- отримання феронікелю зі штейну.

Застосовуються і оригінальні варіанти електроплавлення (двостадійна плавка з феросиліцієм як відновником, електроплавлення в печі зі спіненою ванною).

### Електроплавка
Плавку чорнового сплаву ведуть зазвичай у круглих рудотермічних електропечах із самоспічними електродами, потужність печей 20-100 МВА, витрата електроенергії до 810 кВт·год на тонну сухої руди, питомий проплав 3,5-14 т/(м2·доба). При проектуванні нових заводів та модернізації старих технологій часто перевагу віддають електропечам постійного струму, перевагами яких є можливість перероблення подрібнених і пилоподібних матеріалів, зменшення втрат матеріалів, зростання відсотка виходу матеріалу.
Технологія електроплавки придатна для руд з різним вмістом тугоплавких шлакотвірних компонентів, видає зручний для рафінування чорновий феронікель. Плавка характеризується високим витяганням нікелю і кобальту та отриманням шлаків, що практично не містять цих металів, що дозволяє використовувати шлаки як щебінь, забезпечуючи безвідходність виробництва.
Разом з тим процес характеризується малою питомою продуктивністю, споживає багато електроенергії, малопридатний для залізистих бідних нікелевих руд, видає з них бідний феронікель.

### Рафінування
Рафінування чорнового феронікелю, за однією зі схем, передбачає десульфурацію розплавленою содою у ковші і двостадійне конвертування у вертикальних кисневих конвертерах. Шлаки, що утворюються у початковий період конвертування бідного феронікелю, містять багато оксиду кремнію, тому першу стадію рафінування проводять в конвертерах з кислою футеровкою (динасова цегла), що є стійкою до таких шлаків. Другу стадію конвертування, з видаленням залишків хрому, вуглецю, сірки та фосфору, здійснюють в конвертерах з лужною футеровкою (магнезито-хромітова цегла).
Товарний феронікель гранулюють або розливають у виливниці.
Технологічні схеми рафінування феронікелю на інших підприємствах в основному містять ті ж основні етапи з незначними варіаціями.
Можливим є виробництво феронікелю із вторинної сировини — відпрацьованих залізо-нікелевих акумуляторів, відходів легованих сталей тощо.

## Застосування феронікелю
Нікель — один з основних елементів, що покращують властивості сталі. Додавання нікелю підвищує її міцність, в'язкість і пластичність. Крім цього, нікель широко використовується у виробництві неіржавних, жароміцних, кислотостійких та інших сталей і сплавів. У багатьох випадках замість чистого нікелю — дорогого і дефіцитного — може використовуватись феронікель, собівартість виробництва якого (як і багатьох інших феросплавів) є нижчою, ніж чистого металу.